# E6B
E6B领航计算尺，外号“飕飕轮”，是一种在航空时使用的圆形计算尺。
通常情况下，它都在飞行训练的时候被使用。不过很多专业飞行员，甚至在航空公司工作的飞行员依然携带并使用这种领航计算尺。这种领航计算尺可以在制作飞行计划(或者在地面等待起飞)的时候，帮助计算消耗油量、航行速度三角形、航行时间以及其他参数。这把计算尺的正面用作计算地速，估计消耗油量以及更新估计到达时间。背面则进行有关航行速度三角形各要素的计算。参见风角和推测领航。

## 版本
E6B的材质可以是硬纸片和塑料，也可以是金属和塑料。以金属为轴、塑料为圈的结构会使得塑料过快磨损，从而失去应有的转动阻尼。这并不利于飞行时使用。而硬纸片版的E6B只要不被打湿，比金属版的E6B经久耐用，故而受到了大多数人的欢迎。而且在多年的使用后，也不会失去转动阻尼。
类似于计算器的电子版E6B也被制造出来。不过航空业仍然是少数几个依然为计算尺保有一席之地的地方。传统的领航计算尺等仍然比电子版的更为流行，因为它们更轻、更小、更不易损坏、更易于单手操作、计算更快，而且不用电。
许多有一个可调节旋钮的空速表，从本质上来说也是一种领航计算尺。像领航计算尺一样，这些旋钮能够进行温度和气压高度的修正，从而使得空速表上可以直接读出真空速(TAS)。
另外，计算机程序也可以完成领航计算尺的功能。

## 原理
有关于这把领航计算尺的功能说明在正反两面都能找到，也有说明书随尺销售。另外还有一些单位换算。
E6B的正面是一个圆形对数计算尺，进行乘除法的计算。各种计算时使用的常数单位(如加仑、英里、公里、英镑、分、秒等)各自成组被标示各个不同的位置。一旦某个常数确定，如燃料消耗量磅每小时，通过圆盘的旋转就可以输入一个自变量来解出一个因变量。依上例，输入2.5小时，即可解出所需燃料的磅数。在这里E6B和CRP-1有些区别，在英国市场上销售的CRP-1可以将英制单位转换为公制单位。
而关于航行速度三角形的计算，则使用E6B的背面。这部分包括一个可旋转的、半透明、圆心有标记的轮，内外两圈角度刻度以及轮下长方形板子上的由速度和角度组成的网格。具体如何使用，请看以下示例:
比如，航向为a，真空速为Va，风向为w，风速为Vw，通过反面圆盘的转动就可以求出地速和航迹。具体步骤如下：
```
1.旋转圆盘，将内圈角度调为风向w。
2.在圆心上方距圆心V
w
处出用铅笔标出，记做F。
3.旋转圆盘，将内圈角度调为航向a。
4.上下移动圆盘，使圆心对准真空速V
a
。此时，F点所对速度即为地速，所对角度加上航向即为航迹。
```

数学证明如下：
偏流(即航迹与航向的差)：
{\displaystyle \Delta a=\sin ^{-1}\left({\frac {V_{w}\sin(w-d)}{V_{a}}}\right)}
地速：
{\displaystyle V_{g}={\sqrt {V_{a}^{2}+V_{w}^{2}-2V_{a}V_{w}\cos(d-w+\Delta a)}}}

## E-6B現代
隨著智能手機和平板電腦越來越可用，是為E6-B計算創建了不同的應用程序和網站。這些新技術可以得出的計算結果，並標記風修正部件和速度。飛行規劃網站Skyvector和非常受歡迎的iOS應用ForeFlight已建立的E6-B的幫助飛行員計算其修正標題。
基於機械E6-B公司和美國聯邦航空局試點筆試和飛行試驗的飛行員今天的飛行學校還在教他們的經驗教訓，鼓勵，使他們的機械E6-B與他們必要的計算。

## E6B的历史
这种计算尺原名E-6B，不过通常省去-称为E6B，或由于各种商业原因加上-。它是美国海军中尉菲利普·道尔顿在20世纪30年代改进的。而E-6B这个名字原本是美国陆军航空军的型号。
菲利普·道尔顿（1903-1941）毕业于康奈尔大学。早期曾加入美国陆军当了名炮兵军官，不过很快辞职，并于1931年成为海军预备役飞行员。他和P. V. H. Weems一起发明并申请专利，并销售了一系列领航计算尺。
道尔顿的产品第一次流行是他1933年的B型尺，这种圆形计算尺可以让飞行员非常方便地通过高度对空速进行修正来获取真空速。在1936年他用双偏流图表反向设计制造了美国陆军航空军(USAAC)需要的E-1，E-1A和E-1B。
几年后，他发明制造了Mark VII。这个产品在军方和航空公司得到了广泛的欢迎。著名的女飞行员埃尔哈特的领航员弗雷德·努南在他的最后一次飞行中也使用了这种计算尺。道尔顿认为它是一个过于仓促的设计，想要创造更准确，更易于使用，并能够处理更高飞行速度的新型计算尺。
于是，他发明了现在鼎鼎大名的圆形风角计算尺，不过那时的产品是在一条长布带上套了一个有一个旋转圆的方框。他在1936年申请了专利（1937年被授予，专利号2,097,116）。这是的C型尺，而它的改进型D、G型则在二战中大显身手，被英联邦、美国海军广泛使用。日本人也制作了它的复制品，而德国人Siegfried Knemeyer对此进行了改进，加上了三角计算器，致使外观和后来的E6B比较类似。不过两者的不同之处在于，这个的正面是飞行时风角的实时计算。以上所说的这些都经常出现在一些收藏品网站上。
在1938年，美国陆军要求道尔顿进行一些改动，并进行了定型。这些改动包括将顶端数字由原来的60改为10。而E-6B正式进入军队是在1940年，不过之前它已经被驻守珍珠港的美国陆军航空军大量订购。而在在二战期间被使用的E-6B超过400000条。
E-6B的名字里，E-6是相当随意的，比如，当时其他美国陆军航空军的计算尺可能叫做C-2、D-2、D-4、E-1或G-1，甚至有一种飞行员的制式裤被命名为E-1。而B的含义简单多了，这只是一个型号。
在命名为E-6B后没几年，到了1943年，陆军和海军决定统一他们的标准，起了个新名字AN-C-74（Army/Navy Computer 74）。一年多后又被改成AN-5835，然后是1948年的AN-5834。而空军则在1953年（MB-4）和1958年（CPU-26）两次改名。不过领航员们和大多数说明书中还是将其称作它的本名：E6-B。也有许多人称之为它曾经商标的一个：道尔顿推测领航计算尺（Dalton Dead Reckoning Computer）。
道尔顿去世后，威姆斯 对E-6B进行了升级，并且试着称呼这些为诸如E-6C、E-10，不过效果并不好，人们最终还是叫它原来的名字E-6B。因为这名字广为人知，二战陆军航空军退伍领航员都这么叫。在专利失效后，许多厂商开始进入制作的行列，做出一样的东西但是把名字叫做E6-B。铝版的最早是由伦敦的Plate Mfg. Co. Ltd制作的，称作“推测领航计算尺 Mk. 4A Ref. No. 6B/2645”并且出现在英国的军品店里。